# Вилла-Литерно
Вилла-Литерно (итал. Villa Literno) — город в Италии, располагается в регионе Кампания, в провинции Казерта.
Население составляет 10 362 человека, плотность населения составляет 170 чел./км². Занимает площадь 61 км². Почтовый индекс — 81039. Телефонный код — 081.
Покровителем коммуны почитается святой Таммаро. Праздник ежегодно празднуется 16 января.